# Complejo Deportivo Parque Warner
El Complejo Deportivo Parque Warner (en inglés: Warner Park Sporting Complex)  es una instalación deportiva en Basseterre, en la isla de San Cristóbal, en el país caribeño de San Cristóbal y Nieves. Incluye al Estadio Parque Warner (Warner Park Stadium) que fue una de las sedes de la Copa Mundial de Críquet en 2007. Lleva el nombre de Sir Thomas Warner, el explorador que estableció la primera colonia inglesa en San Cristóbal. El segmento oriental contiene el campo de críquet, un pabellón, centro de medios y asientos para 4000 espectadores, que puede aumentarse con soportes temporales y 10.000 para los grandes eventos.
El complejo alberga todos los encuentros de la SKNFA Superliga.